# Robin Beauregard
Robin Beauregard (Long Beach (Califórnia), 23 de fevereiro de 1979) é uma jogadora de polo aquático estadunidense, medalhista olímpica.

## Carreira
Robin Beauregard fez parte do elenco medalha de prata em Sydney e bronze em Atenas 2004 Ela é tricampeã dos Jogos Pan-Americanos, 2003, 2007 e 2011.